# Orophea kingiana
Orophea kingiana är en kirimojaväxtart som beskrevs av Leonardía och Keßler. Orophea kingiana ingår i släktet Orophea och familjen kirimojaväxter. Inga underarter finns listade i Catalogue of Life.